# Viatodos
Viatodos é uma povoação portuguesa do Município de Barcelos que foi sede da extinta Freguesia de Viatodos, freguesia que tinha 4,21 km² de área e 3 840 habitantes (2011), e, por isso, uma Densidade populacional de 437,1 hab/km.
A Freguesia de Viatodos foi extinta em 2013, no âmbito de uma reforma administrativa nacional, tendo sido agregada às Freguesias de Grimancelos, Minhotães e Monte de Fralães, formando uma União das Freguesias de Viatodos, Grimancelos, Minhotães e Monte de Fralães da qual é sede.

## População
| População da freguesia de Viatodos (1864 – 2011) | População da freguesia de Viatodos (1864 – 2011) | População da freguesia de Viatodos (1864 – 2011) | População da freguesia de Viatodos (1864 – 2011) | População da freguesia de Viatodos (1864 – 2011) | População da freguesia de Viatodos (1864 – 2011) | População da freguesia de Viatodos (1864 – 2011) | População da freguesia de Viatodos (1864 – 2011) | População da freguesia de Viatodos (1864 – 2011) | População da freguesia de Viatodos (1864 – 2011) | População da freguesia de Viatodos (1864 – 2011) | População da freguesia de Viatodos (1864 – 2011) | População da freguesia de Viatodos (1864 – 2011) | População da freguesia de Viatodos (1864 – 2011) | População da freguesia de Viatodos (1864 – 2011) |
| ------------------------------------------------ | ------------------------------------------------ | ------------------------------------------------ | ------------------------------------------------ | ------------------------------------------------ | ------------------------------------------------ | ------------------------------------------------ | ------------------------------------------------ | ------------------------------------------------ | ------------------------------------------------ | ------------------------------------------------ | ------------------------------------------------ | ------------------------------------------------ | ------------------------------------------------ | ------------------------------------------------ |
| 1864                                             | 1878                                             | 1890                                             | 1900                                             | 1911                                             | 1920                                             | 1930                                             | 1940                                             | 1950                                             | 1960                                             | 1970                                             | 1981                                             | 1991                                             | 2001                                             | 2011                                             |
| 854                                              | 940                                              | 957                                              | 902                                              | 983                                              | 1 037                                            | 1 135                                            | 1 279                                            | 1 447                                            | 1 496                                            | 1 505                                            | 2 006                                            | 2 060                                            | 2 027                                            | 1 840                                            |

## Geografia
Esta localidade, que cobre uma vasta e fértil área, beneficiou no passado e continua a beneficiar no presente de nela se cruzarem as estradas que vêm de Famalicão para Barcelos e de Braga para Vila do Conde. Como nas suas vizinhas, a agricultura hoje perdeu importância e os seus moradores ou trabalham nas pequenas unidades industriais e serviços locais ou se empregam em Famalicão ou Braga ou noutras paragens.
Viatodos confronta a nascente com Nine, a sul com Louro, a poente com Minhotães e Grimancelos, e a norte com Monte de Fralães e Silveiros.

## Orago e nome
O orago é Santa Maria, a mãe de Jesus.
Sobre a etimologia do nome desta povoação, fantasiaram-se versões sem o mínimo de fundamento histórico. De facto, atendendo aos registos mais antigos (Censual do Bispo D. Pedro, Inquirições de D. Afonso III), Viatodos deriva de «Bem-a-todos» (Avelino de Jesus Costa), que então se escrevia «Benatodos». Daqui para a forma Beatodos (que já vem nas Inquirições de D. Afonso II) é um passo. Este é o verdadeiro nome do povoado. A forma Viatodos, nome oficial, resulta duma hipercorrecção.

## Religião
Em meados do século XVIII, passou a funcionar na localidade a «palestra» eclesiástica, a que acorriam sacerdotes locais e das vizinhanças. Havia também uma irmandade eclesiástica importante.
Entre os párocos desta povoação, há o caso bem curioso do Pe. João de Sousa Afonso e Abreu, nascido em S. Mamede de Sandiães, Ponte do Lima, em 1768, e falecido em Viatodos em 1837.
No período de grande desorientação que precedeu a instalação do Liberalismo, fez alarde das suas opções pelas novas orientações políticas.
Tal se deduz claramente da acta do juramento da Carta Constitucional, ocorrido no Couto de Fralães em 1 de julho de 1826. Embora a reunião tenha decorrido na Casa de Fralães, próximo da igreja paroquial local, ele trouxe os participantes para a sua igreja de Viatodos e aí realizou um solene Te Deum de acção de graças. Ainda mais claramente se deduz desta informação de Teotónio da Fonseca: «o P.e João de Sousa Afonso e Abreu, reitor desta aldeia, foi preso por constitucional em 1829 e solto do Aljube do Porto em 1831».
A vitória liberal de 1834 fez dele sem dúvida um herói, conseguindo então anexar a paróquia vizinha de Monte de Fralães. Em 1837, «os seus inimigos porém, quando um dia ele vinha de uma localidade vizinha, esperaram-no com taleigas cheias de areia e de tal maneira o sovaram com taleigadas que dentro em pouco morreu» (Teotónio da Fonseca).
Embora se desconheça quem o sovou e onde, Monte de Fralães, em 1838, recuperou a sua independência como paróquia e viu o seu pároco expulso retomar o lugar.
Na edição de 1882 de "Portugal Antigo e Moderno" podem-se encontrar dados interessantes sobre Viatodos:
Na noite de 18 para 19 de Abril de 1881, os ladrões sacrílegos arrombaram a porta da igreja matriz desta aldeia e, entrando nela, arrombaram as caixas das esmolas e roubaram o seu conteúdo, assim como bastantes objectos pertencentes ao culto divino; tudo no valor de 200$000 réis (o ordenado anual do reitor era de 160$000 réis).
"A primeira imagem da padroeira era tão antiga e estava em tal estado que o visitador a mandou enterrar e que se fizesse uma nova; mas uma mulher vizinha da igreja não consentiu, levando a imagem para sua casa onde a conservou, com muita devoção. A nova imagem tem um metro d'altura. A igreja matriz é sagrada como se vê das várias cruzes que a cercam nas paredes interiores."

## História
Ao lugar de Febros (aliás, a Britelos) e à Veiga do Olho Marinho, associam as Inquirições de D. Afonso III o nome do trovador João Garcia de Guilhade. No primeiro caso, porque criou aí uma filha, no segundo, porque lá, com outros, cultivava em seu proveito propriedade régia.
À data, parte da localidade já era «Honra de Farlães».
Em 1548, Viatodos actualizou o seu tombo; é um notável e extenso documento que dá uma ideia precisa da realidade da aldeia.
Viatodos fez parte, desde meados do século XIV até 1836, do Concelho de Fralães; muitos edis deste concelho daqui foram naturais.
Devido ao cruzamento das estradas já assinalado, houve aqui uma estalagem - a estalagem da «Jabelinha» -, como se lhe refere um documento, e, por exemplo, açougue, ferreiros, um ferrador, etc.
As casas mais notáveis foram as dos Vasconcelos, em Palmeira, e a do Xisto, dos Felgueiras Benevides.
Desde o Liberalismo até ao fim da Monarquia, teve sede aqui sede um Distrito do Juiz de Paz, que deixou vasta documentação e que incluía muitas freguesias das redondezas.
Viveu em Viatodos, embora de modo intermitente, o poeta Matias Lima, que a ela dedica muitos poemas.
Foi dela natural o sacerdote Barbosa Campos, que deixou também um conjunto de sonetos.
Outro notável foi o farmacêutico Sr. Oliveira, dono da farmácia da Isabelinha (o registo da botica que precedeu esta farmácia foi feito no tabelião do Couto de Fralães). A ele recorreu a mãe da Beata Alexandrina Maria da Costa uma ou talvez duas vezes para tratamento da filha.
Em 1926, as tropas que do Porto vieram para a estação da CP de Nine fazer frente à insurreição de Gomes da Costa chegaram a encher por completo a Recta da Estação, num espectáculo que causou dó, pelo esgotamento das tropas, e justificados receios.
A Escola Preparatória de Viatodos foi criada há mais de trinta anos.
Em Fonte Velha, ocorreu por meados do século XX um importante achado arqueológico, o do esconderijo dos «machados de Viatodos»,  valioso conjunto de peças de bronze que remontam ao século VIII a. C. e que durante décadas se guardaram no extinto museu portuense de S. João Novo (hoje deverão encontrar-se no museu bracarense dos Biscainhos).
A Feira da Isabelinha, em tempos semanal, hoje anual, foi criação do Concelho de Fralães, como consta do respectivo Livro dos Acórdãos.

## Resultados eleitorais

### Eleições autárquicas (Junta de Freguesia)
| Partido | %    | M    | %    | M    | %    | M    | %    | M    | %    | M    | %    | M    | %    | M    | %    | M    | %    | M    | %    | M    |
| Partido | 1976 | 1976 | 1979 | 1979 | 1982 | 1982 | 1985 | 1985 | 1989 | 1989 | 1993 | 1993 | 1997 | 1997 | 2001 | 2001 | 2005 | 2005 | 2009 | 2009 |
| ------- | ---- | ---- | ---- | ---- | ---- | ---- | ---- | ---- | ---- | ---- | ---- | ---- | ---- | ---- | ---- | ---- | ---- | ---- | ---- | ---- |
| PPD/PSD | 37,2 | 3    | 65,1 | 9    |      |      | 47,4 | 6    | 46,8 | 5    | 58,4 | 6    | 37,3 | 4    | 58,9 | 5    | 84,4 | 8    | 82,1 | 8    |
| PS      | 29,9 | 3    | 16,8 | 2    | 26,6 | 4    | 40,9 | 3    | 35,6 | 3    | 35,1 | 3    | 52,7 | 5    | 39,7 | 4    | 14,1 | 1    | 15,8 | 1    |
| CDS-PP  | 28,9 | 3    | 15,4 | 2    | 13,1 | 1    |      |      | 12,6 | 1    |      |      | 7,1  | -    |      |      |      |      |      |      |
| IND     |      |      |      |      | 55,7 | 8    |      |      |      |      |      |      |      |      |      |      |      |      |      |      |